# Антотопос (дем Алмирос)
Антотопос (на гръцки: Ανθότοπος) е полупланинско село в северните подстъпи на Отрис на надморска височина от 320 метра. Намира се на около 52 км югозападно от Волос. Едно от групата каракачански села в района с Неохораки и Нераида, като според легендата жителите му с тези на Нераида са преселници от Фрашър.